# Teucholabis minuta
Teucholabis minuta är en tvåvingeart som beskrevs av Alexander 1926. Teucholabis minuta ingår i släktet Teucholabis och familjen småharkrankar. Inga underarter finns listade i Catalogue of Life.